# La Maladie du sommeil
Pour l’article homonyme, voir Maladie du sommeil.
Pour plus de détails, voir Fiche technique et Distribution.
La Maladie du sommeil (Schlafkrankheit) est un film allemand réalisé par Ulrich Köhler sorti en 2011, inédit en salles en France et diffusé sur Arte en février 2013.

## Synopsis
Un médecin allemand au Cameroun reçoit un jeune confrère français d'origine africaine chargé de vérifier l'activité de son centre de traitement de la maladie du sommeil.

## Fiche technique
- Titre : La Maladie du sommeil
- Titre original : Schlafkrankheit
- Réalisation : Ulrich Köhler
- Scénario : Ulrich Köhler
- Photographie : Patrick Orth
- Montage : Eva Könnemann et Katharina Wartena
- Production : Maren Ade, Christian Cloos, Anne Even, Janine Jackowski, Birgit Kämper, Katrin Schlösser et Frans van Gestel
- Casting : Klair de Belair et Djimeli Lekpa Gervais
- Société de production : Komplizen Film, Ö-Filmproduktion, Why Not Productions, IDTV Film, Das kleine Fernsehspiel, ZDF et Arte
- Genre : Drame
- Durée : 91 minutes
- Pays d'origine :  Allemagne
- Couleur : Couleur
- Date de sortie : Février 2011 (Berlinale) - 23 juin 2011 (Allemagne)

## Distribution
- Pierre Bokma : Ebbo Velten
- Jean-Christophe Folly : Alex Nzila
- Hippolyte Girardot : Gaspard Signac
- Jenny Schily : Vera Velten
- Marie Elise Miller : Helen Velten
- Sava Lolov : Elia Todorov
- Thierry Hancisse : Gabor
- Nathalie Richard : Eva